# Groene sijs
De groene sijs (Spinus atriceps synoniem: Carduelis atriceps) is een zangvogel uit de familie van vinkachtigen (Fringillidae).

## Verspreiding en leefgebied
Deze soort komt voor in naaldwouden van westelijk Guatemala en zuidelijk Mexico.